# Paulo Sant'Ana
Francisco Paulo Sant'Ana (Porto Alegre, 15 de junho de 1939 — Porto Alegre, 19 de julho de 2017) foi um cronista, delegado de polícia, escritor e comentarista esportivo brasileiro, torcedor símbolo do Grêmio.

## Biografia
Formado em direito, foi inspetor e delegado da Polícia Civil, entre 1973 e 1988, o que lhe proporcionou o seu primeiro contato com a imprensa. Sendo um torcedor gremista fanático, ganhou fama como personagem da torcida presente no Estádio Olímpico. Assim nasceu a sua primeira atividade como comunicador desportivo, pois foi convidado a participar do programa Conversa de Arquibancada, da TV Piratini, retransmissora da TV Tupi no Rio Grande do Sul. A seguir, entrou no programa Sala de Redação, da Rádio Gaúcha, no começo da década de 1970. Em 1971, começou a escrever uma coluna esportiva no jornal Zero Hora, na qual permaneceu até 2014. Em 1972, passou a integrar os quadros da Rádio Gaúcha e depois iniciou a sua carreira como colunista do programa da RBS Jornal do Almoço, do qual era um dos membros mais antigos e o  único dos pioneiros ainda em atividade. Escreveu apenas sobre futebol até 1989, quando ocupou a vaga deixada por Carlos Nobre como colunista de assuntos gerais na Zero Hora. Sant'Ana foi colunista diário do jornal entre 1971 e 2014. A partir de dezembro de 2014, passou a escrever uma coluna semanal, aos domingos.
Ele também foi vereador do município de Porto Alegre por três legislaturas: as duas primeiras (1973/1977 e 1978/1983) pela ARENA, partido de sustentação da Ditadura Militar; e a última (1984/1988) pelo PMDB. Em 2002, recebeu o título de Cidadão Emérito de Porto Alegre, proposto pelo seu ex-colega de partido, João Antônio Dib. Sant'Ana foi homenageado pela escola de samba Acadêmicos da Orgia, em 1993, com o enredo: O Menestrel da Cultura Popular, Francisco Paulo Sant'Ana.  Costumava comentar ao vivo em transmissões de jogos importantes do Grêmio, como nas finais da Copa Libertadores da América de 1995 e 2007, na Rádio Gaúcha. O cronista considerava-se viciado em cigarro e foi diagnosticado com um câncer de rinofaringe.  No dia 10 de novembro de 2014, foi afastado do programa de rádio Sala de Redação, após discutir no ar com outro integrante do programa, Kenny Braga.

## Falecimento
Paulo Sant'Ana morreu em 19 de julho de 2017, aos 78 anos de idade. Ele estava internado no Hospital Moinhos de Vento, em Porto Alegre. A causa da morte anunciada foi parada cardíaca. Jayme Sirotsky, presidente emérito do Grupo RBS, relatou assim a morte do jornalista: "Nos 60 anos da RBS, muitos companheiros passaram por aqui, cada um deles oferecendo sua contribuição para a empresa e, especialmente, para o público. Entre todos, Paulo Sant´Ana se destaca fortemente. Quem não teve, nos últimos 45 anos, momentos de admiração, antagonismo e de discordância com essa figura incomum que ele foi? Sant´Ana escreveu sua história profissional dentro da RBS, conquistando um público que lhe foi cativo durante toda a sua jornada. Deixa inúmeras lições de competência e muita saudade".

## Obras
- O Gênio Idiota (1992) ISBN 9788528002249
- O Melhor de Mim (2005) ISBN 8589489108
- Eis o Homem (2010)
- Comportamento (1991)